# Zlatý kahanec
Zlatý kahanec je název motocyklového závodu konaného v letech 1967–1990 na okruhu v Těrlicku. Na Zlatý kahanec navazoval od roku 2008 motocyklový závod Havířovský zlatý kahanec. Závod se naposledy konal v roce 2019. Po covidové přestávce k obnovení z finančních důvodů nedošlo.
Poprvé se na Těrlickém okruhu závodilo 29. srpna 1965. Tento ročník ovšem ještě nebyl mezinárodním. 10. září 1967 se konal první ročník tohoto motocyklového závodu. Závod patřil k prestižním motocyklovým soutěžím, na které se sjížděla mezinárodní motocyklová špička. Nejúspěšnějším jezdcem závodu byl János Drapál (Maďarsko), který vyhrál 5krát. Během závodů zemřelo celkem 6 motocyklových jezdců. 
Zlatý kahanec se jel naposledy 2. září 1990, poté byl Těrlický okruh zlikvidován. Obnovení se závod dočkal 23. srpna 2008, pod názvem Havířovský zlatý kahanec.

## Kubatury
Během soutěžních let se závod vypisoval pro různé kubatury:
- 50 ccm
- 125 ccm
- 250 ccm
- 350 ccm
- 500 ccm
- superbike
- do 600 ccm
- nad 600 ccm
- Klasik 175 ccm
- Klasik 250 ccm
- Klasik 350 ccm
- Klasik 500 ccm
- Klasik 750 ccm
- Supermono
- Sidecar

## Okruh
Závodilo se na Těrlickém okruhu, který vedl z Těrlicka okolo přehrady do Životic, v Životicích ulicí Padlých hrdinů na Bludovický kopec, z kterého se vracel zpět do Těrlicka. Trať byla v ročnících různě opravována, její nejkratší varianta měřila 5950 metrů a nejdelší 6150 metrů. V letech 1967–1982 byl okruh levotočivý, od roku 1983 byl změněn na pravotočivý. Těrlický okruh byl nejrychlejším přírodním okruhem v ČSSR.
- Délka tratě (2011): 6100 m
- Převýšení (2011): 65 m

## Přehled absolutních vítězů

### Zlatý kahanec od roku 1967
- 1. ročník – 1967 Bohumil Staša z.m.s. – ČSSR 350ccm
- 2. ročník – 1968 Závod zrušen – Invaze vojsk Varšavské smlouvy
- 3. ročník – 1969 Bohumil Staša z.m.s. – ČSSR 350ccm
- 4. ročník – 1970 Zdeněk Bíma – ČSSR 350ccm
- 5. ročník – 1971 Kurt-Ivan Carlsson – Švédsko 500ccm
- 6. ročník – 1972 Bohumil Staša z.m.s. – ČSSR 350ccm
- 7. ročník – 1973 Walter Rungg – Švýcarsko 500ccm
- 8. ročník – 1974 Ivan Panizzi – Švýcarsko 500ccm
- 9. ročník – 1975 János Drapál – Maďarsko 350ccm
- 10. ročník – 1976 János Drapál – Maďarsko 350ccm
- 11. ročník – 1977 Werner Nenning – Rakousko 500ccm
- 12. ročník – 1978 János Drapál – Maďarsko 350ccm
- 13. ročník – 1979 Harfmann Grunwald – Rakousko 350ccm
- 14. ročník – 1980 János Drapál – Maďarsko 350ccm
- 15. ročník – 1981 János Drapál – Maďarsko 250ccm
- 16. ročník – 1982 Manfred Goldstein – NSR 350ccm
- 17. ročník – 1983 Peter Amman – NSR 500ccm
- 18. ročník – 1984 Pavol Dekánek m.s. – ČSSR 500ccm
- 19. ročník – 1985 Bohumil Staša z.m.s. – ČSSR 500ccm
- 20. ročník – 1986 Pavol Dekánek m.s. – ČSSR 500ccm
- 21. ročník – 1987 Rudolf Zeller – Rakousko 500ccm
- 22. ročník – 1988 Klaus Zabka – NSR 750ccm
- 23. ročník – 1989 Rudolf Zeller – Rakousko 500ccm
- 24. ročník – 1990 Sepp Doppler – Rakousko 750ccm

### Havířovský zlatý kahanec od roku 2008
- 25. ročník – 2008 Jiří Brož – Česko (nad 600ccm)
- 26. ročník – 2009 Michal Dokoupil – Česko (nad 600ccm)
- 27. ročník – 2010 Michal Dokoupil – Česko (nad 600ccm)
- 28. ročník – 2011 Horst Saiger – Lichtenštejnsko (nad 600ccm)
- 29. ročník – 2012 Branko Srdanov – Nizozemsko (nad 600ccm)
- 30. ročník – 2013 Horst Saiger – Lichtenštejnsko (nad 600ccm)
- 31. ročník – 2014 Horst Saiger – Lichtenštejnsko (nad 600ccm)
- 32. ročník – 2015 Horst Saiger – Lichtenštejnsko (nad 600ccm)
- 33. ročník – 2016 Horst Saiger – Lichtenštejnsko (nad 600ccm)
- 34. ročník – 2017 Horst Saiger – Lichtenštejnsko (nad 600ccm)